# Coupe de la Ligue française masculine de handball 2006-2007
Navigation
Coupe de la Ligue 2005-2006 Coupe de la Ligue 2007-2008
La Coupe de la Ligue 2006-2007 est la 6e édition de la Coupe de la Ligue française masculine de handball, organisée par la Ligue nationale de handball.
La compétition est remportée pour la quatrième fois par le Montpellier Handball, vainqueur en finale de l'US Ivry qui a lui remporté le Championnat de France.

## Résultats

### Tour préliminaire
Les neuf clubs de Division 1 ne disputant pas de coupes européennes cette saison sont répartis en trois groupes :
- USAM Nîmes Gard, UMS Pontault-Combault HB et Villeurbanne HBA,
- US Créteil, SMV Porte Normande et SC Sélestat,
- Tremblay-en-France et Istres OPH, Toulouse Handball.

Cette phase préliminaire de groupes s'est tenue sur trois journées : les 7 octobre, 21 octobre et 4 novembre 2006. 
L'USAM Nîmes Gard, l'US Créteil et Tremblay-en-France se qualifient pour les quarts de finale où sont déjà inscrits les cinq clubs européens : Chambéry, Dunkerque, Ivry, Montpellier et Paris.

### Quarts de finale
Les quarts de finale ont eu lieu le 14 avril 2007
| Date                 | Club recevant        | Score   | Club visiteur      |
| -------------------- | -------------------- | ------- | ------------------ |
| 14 avril 2007, 20h00 | Montpellier Handball | 27 – 23 | USAM Nîmes Gard    |
| 14 avril 2007, 20h00 | Dunkerque HGL        | 33 – 32 | Tremblay-en-France |
| 14 avril 2007, 20h00 | Paris Handball       | 23 – 27 | US Ivry            |
| 14 avril 2007, 20h00 | US Créteil           | 26 – 27 | Chambéry SH        |

### Phase finale
La phase finale a eu lieu les 19 et 20 mai 2007 au Palais omnisports Les Arènes de Metz :
|  | Demi-finales         | Demi-finales |                      |           | Finale | Finale |
|  | Demi-finales         | Demi-finales |                      |           | Finale | Finale |
|  |                      |              |                      |           |        |        |
|  |                      |              |                      |           |        |        |
|  |                      |              |                      |           |        |        |
|  | Montpellier Handball | 32           |                      |           |        |        |
|  | Montpellier Handball | 32           |                      |           |        |        |
|  | Dunkerque HGL        | 22           |                      |           |        |        |
|  | Dunkerque HGL        | 22           | Montpellier Handball | 34        |        |        |
|  |                      |              | Montpellier Handball | 34        |        |        |
|  |                      | US Ivry      | 33                   |           |        |        |
|  | US Ivry              | US Ivry      | 33                   | 24 (3tab) |        |        |
|  | US Ivry              |              |                      | 24 (3tab) |        |        |
|  | Chambéry SH          | 24 (0)       |                      |           |        |        |
|  | Chambéry SH          | 24 (0)       |                      |           |        |        |

#### Demi-finales
| 19 mai 2007 18h30 | Dunkerque HGL         | 22 - 32  | Montpellier Handball | Les Arènes, Metz Affluence : 3 000 Arbitrage : Nordine Lazaar et Laurent Reveret |
| 19 mai 2007 18h30 | Grocault, Ben Aziza 7 | (11-14)  | Mladen Bojinović 6   | Les Arènes, Metz Affluence : 3 000 Arbitrage : Nordine Lazaar et Laurent Reveret |
| 19 mai 2007 18h30 | ×3                    | Handzone | ×2 ×4                | Les Arènes, Metz Affluence : 3 000 Arbitrage : Nordine Lazaar et Laurent Reveret |

| 19 mai 2007 20h30 | US Ivry                | 27 - 24 (tab)      | Chambéry SH   | Les Arènes, Metz Affluence : 3 000 Arbitrage : Thierry Dentz et Denis Reibel |
| 19 mai 2007 20h30 | Ragnar Þór Óskarsson 6 | (12 - 12, 24 - 24) | Cédric Paty 7 | Les Arènes, Metz Affluence : 3 000 Arbitrage : Thierry Dentz et Denis Reibel |
| 19 mai 2007 20h30 | Tab : 3 - 0            |                    |               | Les Arènes, Metz Affluence : 3 000 Arbitrage : Thierry Dentz et Denis Reibel |
| 19 mai 2007 20h30 | ×3 ×4                  | Handzone           | ×2 ×7         | Les Arènes, Metz Affluence : 3 000 Arbitrage : Thierry Dentz et Denis Reibel |

#### Finale
| 20 mai 2007 17h30 | US Ivry     | 33 - 34  | Montpellier Handball | Les Arènes, Metz Affluence : 4 000 Arbitrage : Nordine Lazaar et Laurent Reveret |
| 20 mai 2007 17h30 | Luc Abalo 7 | (14-16)  | Michaël Guigou 13    | Les Arènes, Metz Affluence : 4 000 Arbitrage : Nordine Lazaar et Laurent Reveret |
| 20 mai 2007 17h30 | ×3 ×5       | Handzone | ×3 ×8                | Les Arènes, Metz Affluence : 4 000 Arbitrage : Nordine Lazaar et Laurent Reveret |

| N° | Joueur               | Buts | Tirs | PB | PD | Carton jaune | Suspension |
| -- | -------------------- | ---- | ---- | -- | -- | ------------ | ---------- |
| 5  | Thomas Richard       | 6    | 2    | 2  |    | 1            |            |
| 8  | Naïm Sarni           |      |      |    |    |              | 1          |
| 9  | Zoran Martinović     | 1    | 3    | 2  |    |              |            |
| 13 | Guillaume Crépain    | 4    | 1    | 1  |    | 1            |            |
| 14 | Mohamed Mokrani      | 5    |      |    |    |              |            |
| 15 | Luc Abalo            | 7    | 3    | 1  | 2  |              |            |
| 19 | Ragnar Þór Óskarsson | 3    | 1    | 3  | 1  |              |            |
| 23 | Audräy Tuzolana      | 3    | 2    |    |    |              |            |
| 26 | Ahmed Hadjali        | 1    | 1    | 1  |    |              |            |
| 30 | Fabrice Guilbert     | 3    | 2    |    | 1  |              | 2          |
| 76 | Damir Smajlagić      |      |      | 2  |    |              | 1          |
| 86 | Andrey Petro         |      |      |    |    | 1            | 1          |

| N° | Joueur                 | Champs | Champs | 7m    | 7m   | Tps    |
| N° | Joueur                 | Arrêt  | Buts   | Arrêt | Buts | Tps    |
| -- | ---------------------- | ------ | ------ | ----- | ---- | ------ |
| 12 | Dragan Počuča          | 6      | 17     |       | 4    | 42 min |
| 16 | François-Xavier Chapon | 3      | 11     |       | 2    | 17 min |

| N° | Joueur            | Buts | Tirs | PB | PD | Carton jaune | Suspension |
| -- | ----------------- | ---- | ---- | -- | -- | ------------ | ---------- |
| 2  | Geoffroy Krantz   |      |      |    |    |              |            |
| 4  | Cédric Burdet     |      | 2    | 1  |    |              |            |
| 5  | Franck Junillon   |      | 1    | 1  |    |              | 1          |
| 6  | Issam Tej         | 3    | 1    |    |    | 1            | 2          |
| 7  | William Accambray | 2    | 1    |    |    |              | 1          |
| 11 | Frédéric Dole     | 4    | 3    | 1  | 1  |              |            |
| 14 | Michaël Guigou    | 13   | 3    | 1  |    |              |            |
| 15 | Samuel Honrubia   |      |      |    |    |              |            |
| 17 | David Juříček     | 4    | 1    | 1  |    | 1            | 3          |
| 19 | Jan Sobol         |      |      |    |    |              |            |
| 77 | Mladen Bojinović  | 3    | 3    | 2  | 2  |              |            |
| 88 | Wissem Hmam       | 5    | 3    | 2  |    | 1            | 1          |

| N° | Joueur          | Champs | Champs | 7 m   | 7 m  | Tps    |
| N° | Joueur          | Arrêt  | Buts   | Arrêt | Buts | Tps    |
| -- | --------------- | ------ | ------ | ----- | ---- | ------ |
| 1  | Vincent Gérard  |        |        |       | 1    | 7 s    |
| 16 | Daouda Karaboué | 10     | 30     |       | 2    | 59 min |

## Vainqueur
| Vainqueur de la Coupe de la Ligue 2006-2007 Montpellier Handball 4e victoire |